# Eragrostis heteromera
Eragrostis heteromera là một loài thực vật có hoa trong họ Hòa thảo. Loài này được Stapf mô tả khoa học đầu tiên năm 1900.